# Harry Milanzi
Harry Milanzi (13 marzo 1978) è un ex calciatore zambiano, di ruolo attaccante.